# Makoto Sakurai
Makoto Sakurai (桜井誠, Sakurai Makoto), de son vrai nom Makoto Takata (高田誠, Takata Makoto), né le 15 février 1972 à Kitakyūshū au Japon, est un activiste politique japonais d'extrême-droite.

## Activisme

### Présence sur Internet
Makoto Sakurai est un cyberactiviste. Il tient son propre blog et a des comptes sur Twitter et TwitCasting. Il s'intéresse particulièrement à la Corée du Sud et discute avec des netizens sud-coréens. Il a également été invité à parler de la Corée du Sud à la télévision: il déplore la popularité de ce pays au Japon.

### Zaitokukai
Il fonde le 2 décembre 2006 un mouvement politique nationaliste appelé Zaitokukai. Ce mouvement prône le nationalisme, le révisionnisme, et surtout la xénophobie, principalement envers les Zainichi, descendants de Coréens qui ont emménagé au Japon durant la colonisation japonaise de la péninsule de Corée. 
Sakurai a été arrêté par la police le 16 juin 2013 à Tōkyō, car le mouvement avait organisé une manifestation anti-coréenne, qui avait dégénéré en bagarre avec les membres d'une manifestation opposée à la sienne. Le 11 novembre 2014, il annonce qu'il démissionne de son poste de chef, ainsi que son départ du mouvement, le 30 du mois.

## Politique
Sakurai a pendant un certain temps déclaré ne pas vouloir devenir politicien.

### Élection gouvernorale deTōkyōde 2016
En juin 2016, à la suite de la démission du gouverneur de la ville Yoichi Masuzoe, Sakurai annonce sa candidature. Il y a eu un record de 21 candidats à ces élections. Par rapport aux trois plus grands candidats Yuriko Koike, Hiroya Masuda, et Shuntaro Torigoe, Sakurai n'a eu qu'une petite couverture médiatique. À travers ses discours, il a notamment critiqué le traitement inégal de la part des médias. Des journaux comme le Asahi Shinbun et le Tokyo Shinbun ont critiqué Sakurai durant la campagne, tandis que le Sankei shinbun a été l'un des rares, voire le seul journal à parler de Sakurai de façon neutre ou positive. Il finira à la quinzième place, avec 114171 votes, soit 1,74% des voix.
Voici ses principales promesses de campagne:
1. Annuler la création de nouvelles écoles coréennes à Tōkyō.
2. Interdire les propos haineux à l'encontre des japonais.
3. Diviser par deux le nombre de migrants illégaux dans la ville.
4. Abolir les aides sociales pour les étrangers.
5. Réguler les pachinko.
6. Une promesse visant les Jeux olympiques d'été de 2020 à Tōkyō (qui, en 2020 ont été décalés pour 2021).
7. Légaliser la Marijuana, et chose étonnante, envoyer les revenus des taxes de cette drogue au clan yakuza Yamaguchi-gumi.

### Élection gouvernorale deTōkyōde 2020
Il perd une nouvelle fois en 2020. Mais son pourcentage de voix a augmenté, passant à 2,92% des voix (178784 votes).

### Élections législatives de 2021
Makoto Sakurai se présente sans succès à Tokyo lors des élections à la chambre des représentants de 2021. Profitant de la liberté de parole accrue accordée en temps de campagne électorale, il organise une manifestation en face de l'ambassade de Chine et y délivre un discours contenant des termes discriminatoires.

## Voir également
- Extrême droite
- Uyoku dantai
- Nationalisme / Ultranationalisme
- Liste des gouverneurs de Tokyo